# Chiasmocleis devriesi
Chiasmocleis devriesi es una especie de anfibio anuro de la familia Microhylidae.

## Distribución geográfica
Esta especie es endémica de la región de Loreto en Perú. Es conocido solo en su localidad típica a 102 m de altitud y aproximadamente a 65 km al noreste de Iquitos.

## Etimología
Esta especie lleva el nombre en honor a Philip J. DeVries.

## Publicación original
- Funk & Cannatella, 2009 : A new, large species of Chiasmocleis Méhelÿ 1904 (Anura: Microhylidae) from the Iquitos region, Amazonian Peru. Zootaxa, n.º 2247, p. 37-50.[4]